# 16026 Victoriapidgeon
16026 Victoriapidgeon este o planetă minoră (asteroid), cu un diametru de 2,656 km, din centura de asteroizi. A fost descoperită pe 13 februarie 1999 la Experimental Test Site⁠(d) de Lincoln Near-Earth Asteroid Research. 
Obiectul prezintă o orbită caracterizată de o semiaxă mare de 2,1583785 UAi, o excentricitate de 0,05, o înclinație de 3,08331 ° în raport cu ecliptica.